# كريستيان نيلسن لوند
كريستيان نيلسن لوند (بالإنجليزية: Christian Nielsen Lund)‏ هو سياسي أمريكي، ولد في 13 يناير 1846، وتوفي في 5 يوليو 1921.